# Raffaello Tonon
Raffaello Tonon (Milano, 20 ottobre 1979) è un personaggio televisivo, conduttore radiofonico e opinionista italiano.

## Biografia
È nato a Milano, figlio unico di un impiegato alla Olivetti, Franco Tonon (di origini trevigiane) e di Renata Capoani, di Torricella del Pizzo, nel cremonese. Già studente di Giurisprudenza, grazie a un ex compagno di scuola divenuto autore per Maurizio Costanzo ebbe la possibilità di far parte della platea del Maurizio Costanzo Show e di avere un intervento con il conduttore per parlare del suo look da new dandy. Costanzo ne ebbe un'impressione positiva e lo fece diventare un suo ospite frequente sul proprio palcoscenico, inserendolo in seguito anche nel cast di  Buona Domenica.
Nel 2005 ha partecipato alla seconda edizione del reality show di Canale 5 La fattoria, venendo soprannominato Il Conte, per i suoi modi eleganti rispetto a quelli degli altri concorrenti; e inoltre se ne aggiudica la vittoria con il 79% dei voti. Nel 2006 è stato opinionista della terza edizione del reality e interpreta il conte Erba nella commedia Eccezzziunale veramente - Capitolo secondo... me. Nel 2007 ha condotto con Fanny Cadeo SOS notte, un nuovo talk show di Alice Home TV, sotto la direzione di Maurizio Costanzo. Nel 2008 ha partecipato in qualità di ospite in una puntata del Grande Fratello.
Nella stagione 2008-2009 è l'opinionista di punta delle varie trasmissioni Mediaset: è nel cast della terza edizione de La talpa su Italia 1, è ospite ricorrente del programma Pomeriggio Cinque ed ha preso parte come opinionista fisso alla quarta edizione del reality La fattoria, in cui per un paio di giorni ha il compito di "supervisionare" il lavoro dei contadini di quell'anno.
Nel luglio 2009 è stato nominato assessore a Comunicazione, legalità e grandi eventi del comune di Campobello di Mazara, in provincia di Trapani, dal sindaco Ciro Caravà, il quale però, vista la sua ingiustificata e totale assenza dalla vita amministrativa e politica dell'ente, ha deciso circa due mesi dopo di destituirlo.
Nel 2010 è nel cast del programma pomeridiano Cuore di mamma su Rai 2 e, nello stesso anno, partecipa come concorrente a Ciao Darwin. Nel 2012 partecipa come concorrente ad Avanti un altro!, mentre dall'autunno 2013 fino alla primavera del 2017 è tutor di moda e bon ton nella trasmissione pomeridiana di Rai 2 Detto fatto, condotta da Caterina Balivo. Nel 2017 è stato concorrente della seconda edizione del Grande Fratello VIP, venendo eliminato poi nella serata finale con il 37% dei voti. Dal mese di maggio dello stesso anno è ospite ricorrente del programma Pomeriggio Cinque. Nel 2018 ha annunciato tramite social la conduzione di Pomeriggio Zeta, uno dei programmi di Radio Zeta, insieme a Susanna Scalzi e all'amico Luca Onestini, dal lunedì al venerdì dalle 15.
Sempre su Radio Zeta, da settembre 2018 conduce insieme a Luca Onestini il programma Proteina Zeta, in onda dal lunedì al venerdì dalle 15 alle 17, e collabora in veste di social-corner al programma Password, condotto da Mauro Coruzzi e da Nicoletta De Ponti su RTL 102.5 dalle 17 alle 19. Dal 2019 al 2020 conduce Miseria e nobiltà con il Conte Galè, Luca Onestini e Francesco Taranto su RTL 102.5 dal lunedì al venerdì dalle 13 alle 15.
Il 3 maggio 2019 è capitano della squadra dei Nati vecchi a Ciao Darwin.
Dal 2019 è testimonial ufficiale dei City Angels.
È cittadino onorario di Cattolica.

## Programmi televisivi
- Maurizio Costanzo Show (Canale 5, 2004) Ospite fisso
- Buona Domenica (Canale 5, 2004) Opinionista
- La fattoria 2 (Canale 5, 2005) Concorrente, Vincitore
- La fattoria 3 (Canale 5, 2006) Opinionista
- SOS notte (Alice Home TV, 2007) Conduttore
- La talpa 3 (Italia 1, 2008) Opinionista
- La fattoria 4 (Canale 5, 2009) Opinionista
- Pomeriggio Cinque (Canale 5, 2009, dal 2017) Opinionista
- Cuore di mamma (Rai 2, 2010) Opinionista
- Ciao Darwin (Canale 5, 2010, 2019, 2024) Concorrente
- Mattino Cinque (Canale 5, 2012-2014, 2019-2021) Opinionista
- Detto fatto (Rai 2, 2013-2017, 2019) Tutor
- Grande Fratello VIP 2 (Canale 5, 2017) Concorrente
- Mattino Cinque News (Canale 5, dal 2021) Opinionista

### Web TV
- Casa Chi (361tv, 2020) Conduttore

## Radio
- Pomeriggio Zeta (Radio Zeta, 2018) Conduttore
- Proteina Zeta (Radio Zeta, 2018-2019) Conduttore
- Miseria e nobiltà (RTL 102.5, 2019-2020)

## Filmografia

### Attore

#### Cinema
- Eccezzziunale veramente - Capitolo secondo... me, regia di Carlo Vanzina (2006)